# Montenegros flag
Montenegros flag består af en rød dug med gule kanter med landets rigsvåben i midten af flagdugen. Rigsvåbnet viser en gul dobbeltørn, som holder et gult scepter i højre klo og et blåt rigsæble i venstre. Ørnen har et hjerteskjold, som er blåt med grøn skjoldfod og en gul løve i det blå felt. Flaget er i størrelsesforholdet 1:2. Rigsvåbnet skal udgøre to tredjedele af flagets højde. De gule kanter skal udgøre en tyvendedel af flagets bredde.
Det nuværende flag blev indført af parlamentet i Montenegro 12. juli 2004. En ny lov om nationalsymbolerne, hvor regler for flaget fastsættes i paragraf fem, blev vedtaget som et led i forberedelserne til fuld selvstændighed. Motivet i rigsvåben og flag blev i denne sammenhæng forklaret med, at den gule dobbelthovedørn var Montenegros rigsvåben under Danilo 2. af Montenegro (1851-1860), som regnes som grundlæggeren af den montenegrinske stat. Flaget blev første gang officielt hejst 15. juli 2004.

## Tidligere flag
I tiden, da Montenegro var et fyrstedømme, var det normalt af flage med arméfanen, der var et rødt flag med en gylden ramme og et kors i midten. Korset repræsenterede Sankt Georg, skytshelgenen for Montenegro. Fyrsten førte et flag bestående af en hvid dobbelthovedørn med en gul løve under på et rødt felt indrammet i hvidt. Dette flag havde gule frynser, noget som kan være grunden til de gule kanter i det nuværende flag.
I 1880 indførte Montenegro sit eget koffardiflag, en trikolore i de panslaviske farver, rød over blå over hvid. I midten af den blå stribe var der placeret et kronet monogram med de kyrilliske initialer HI for Nikolaj 1. af Rusland. Med undtagelse af monogrammet var flaget identisk med Serbiens flag, noget som også har været tilfældet i senere perioder. I kommunisttiden var Montenegros flag identisk med Serbiens, men trikoloren fik da også påsat den jugoslaviske stjerne, en gulkantet, rød stjerne.
Først i 1993 indførte Montenegro sit eget flag, og for at skille flaget fra Serbiens valgte man en lyseblå farve i flag. Størrelsesforholdene blev forandret til 1:3. Ligheden mellem Montenegros og Serbiens trikolorer er forklaringen på valget af et helt andet motiv for flaget fra 2004.

## Eksternt link
- Montenegro på Flags of the  World

| Flag | Spire Denne artikel om flag eller vexillologi er en spire som bør udbygges. Du er velkommen til at hjælpe Wikipedia ved at udvide den. |